# Иванов, Владимир (болгарский футболист)
Владимир Иванов (болг. Владимир Иванов; род. 6 февраля 1973, София) — болгарский футболист, игравший на позиции правого защитника, и тренер.

## Клубная карьера
Молодёжную карьеру провёл в софийской «Славии». Там же в 1991 году начал профессиональную карьеру. Почти всю свою карьеру выступал за болгарские клубы: «Славия» (София), «Левски», «Локомотив» (София) и «Локомотив» (Пловдив). Исключением является сезон 1998/99, в котором Иванов был игроком мёнхенгладбахской «Боруссии». Карьеру завершил в 2009 году в составе «Славии» из Софии.

## Карьера в сборной
Дебют за национальной сборную Болгарии состоялся 6 ноября 1996 года в товарищеском матче против сборной Саудовской Аравии. Был включён в состав на чемпионат Европы 2004 в Португалии, где Владимир сыграл в двух матчах групповой стадии (против Швеции и Дании). Всего Иванов за сборную сыграл 6 матчей.

## Карьера тренера
С 2015 году выполняет роль помощника главного тренера софийской «Славии». Также в 2015 году 3 матча был исполняющим обязанности главного тренера.

### Статистика
| Команда        | С              | По              | Результат | Результат | Результат | Результат | Результат | Результат | Результат | Результат |
| Команда        | С              | По              | М         | В         | Н         | П         | Победы %  | +         | -         | +/-       |
| -------------- | -------------- | --------------- | --------- | --------- | --------- | --------- | --------- | --------- | --------- | --------- |
| Славия (София) | 30 ноября 2015 | 31 декабря 2015 | 3         | 3         | 0         | 0         | 100,00    | 7         | 0         | +7        |
| Славия (София) | 3 ноября 2016  | 11 мая 2017     | 19        | 7         | 3         | 9         | 036,84    | 20        | 31        | -11       |
| Итог           | Итог           | Итог            | 3         | 3         | 0         | 0         | 100,00    | 7         | 0         | +7        |

## Достижения
«Славия» София
- Чемпион Болгарии: 1995/96
- Обладатель Кубка Болгарии: 1995/96

«Левски»
- Чемпион Болгарии: 2001/02
- Обладатель Кубка Болгарии: 1997/98, 2001/02